# Sociedad de Mujeres Artistas Modernas
La Sociedad de Mujeres Artistas Modernas (FAM), en francés, Société des femmes artistes modernes, fundada en 1931, es una asociación francesa de mujeres artistas que organizó un salón anual de 1931 a 1938 en París. A través de estas exposiciones trataron de mostrar las obras de arte vanguardistas realizadas por mujeres artistas francesas e internacionales y, asimismo, afirmar la presencia de las mujeres en el arte y el reconocimiento ante el gran público.

## Historia
Esta sociedad, que seguía los pasos de la Unión de las Mujeres Pintoras y Escultoras fundada por Marie-Anne Camax-Zoegger en 1930, organizó hasta 1938, un salón anual, en lugares diversos como la Galería de la Maison de la France, la galería Bernheim-Jeune, al Pabellón de las Exposiciones (sobre la explanada de Los Inválidos) y en el Petit Palais, para presentar y defender el trabajo artístico de las mujeres: «Al formar la FAM, busqué ofrecer un grupo de artistas realmente convencidas de nuestro arte moderno en nuestro modesto marco femenino».
Para asegurar el éxito, políticos como Albert Sarraut, Anatole de Monzie, directores de Bellas Artes, miembros del Instituto de Francia, hombres de letras como Gustave Kahn o Paul Valéry, fueron nombrados miembros honorarios. Participaron en este grupo Suzanne Valadon; Marie Laurencin; Suzanne Duchamp; Chériane, la esposa de Léon-Paul Fargue; Louise Ibels, hermana del nabi H.-G. Ibels; Paule Gobillard, sobrina de Berthe Morisot; Hermine David, compañera de Pascin; Marthe Lebasque; Louise Hervieu; Chana Orloff; Jeanne Bergson, hija del filósofo Henri Bergson y alumna de Bourdelle; Jeanne Bardey, alumna de Rodin; Tamara de Lempicka; Mariette Lydis, Yvonne Serruys; Marie Mela Muter; Jane Poupelet; Anna Bass; Clémentine-Hélène Dufau...
El salón expuso las obras de la estadounidense Mary Cassatt, de la española María Blanchard y presentó, en 1934, obras de Camille Claudel.
Para el Salón de 1938, inaugurado en la galería Charpentier en el 76 del Faubourg Saint Honoré, Louis Vauxcelles señaló, en Le Monde illustré, que: «Las Mujeres Artistas Modernas agrupan sin duda la cima de las paletas femeninas. Y antes de nombrar las principales expositoras reunidas al hotel Charpentier, por la eminente e incansable presidenta Marianne Camax-Zoegger, debemos felicitarla por no olvidarse de nadie, de ninguna de las mujeres con talento...»
El 19 de marzo de 1938, Albert Lebrun, presidente de la República, y Jean Zay, ministro de Educación nacional y Bellas Artes, visitaron el salón. Marie-Jo Bonnet evocó este acontecimiento: «Qué hermoso reconocimiento por el frente popular al trabajo colectivo de las mujeres artistas modernas que consiguieron reunir durante casi diez años a sesenta artistas entre las más importantes del periodo de entreguerras. En el clima de doble moral estética que reinaba entonces, es un logro haber conseguido mostrar estas obras al público, constituyendo una especie de fuerza colectiva que atestigua de una realidad, una vitalidad y un punto de vista diferente que igualmente tiene derecho a ser citado».
Bessie Davidson fue la vicepresidenta del grupo entre 1932 y 1936, Louise Germain fue la tesorera y Émilie Charmy la secretaria.

## Expositoras

### 1932[6]
En la edición de este año participaron las artistas:
| - Anna Bass - Madame de Bayser Grarty - Jeanne Bergson - Maria Blanchard - Lila Bosch - Olga de Boznanska - Marie-Anne Camax-Zoegger - Lucie Caradek - Emilie Charmy - Chériane - Albe Corbery - Marguerite Crissay - Hermine David - Bessie Davidson - Magdeleine Dayot - Angèle Delasalle - Suzanne Duchamp - Hélène Dufau - Madeleine Fabre - Suzanne Fegdal | - Geneviève Gallibert - Galtier-Boissiere - Zina Gauthier - Louise Germain - Paule Gobillard - Comtesse Gourgaud du Taillis - Henriette Gröll - Hélène Grun-Kelety - Louise Hervieu - Raymonde Heudebert - Béatrice How - Adrienne Jouclard - Andrée Joubert - Marie Laurencin - Marthe Lebasque - Tamara de Lempicka - Eve Le Bourgeois - Mariette Lydis - Hélène Marre - Berlue Martinie | - Julie W. Mezerova - Marthe Moisset - Mela Muter - Georgette Nathan - Ghana Orloff - Louise Pascalis - Hélène Perdriat - Pauline Peugniez - Jane Poupelet - Marie Pigelet - Vera Rockline - Lily Rossignol - Solange Schaal - Yvonne Serruys - Marie-Louise Simard - Jeanne Simon - Val - Madelaine Vaury - Suzanne Bertillon - Crespel - Odette des Garets |